# Święto Różańcowe
Święto Różańcowe (niem. Das Rosenkranzfest, czes. Růžencová slavnost), obraz Albrechta Dürera, namalowany w 1506 roku.
Znajduje się obecnie w Oddziale Malarstwa Europejskiego Galerii Narodowej w Pradze (Czechy). Siedziba Oddziału mieści się na Hradczanach, w dawnym pałacu Sternbergów. Obraz jest jednym z najcenniejszych dzieł malarstwa dawnego w zbiorach czeskich.

## Dzieje obrazu
Obraz ten został namalowany jako główna część retabulum ołtarzowego dla wspólnoty niemieckiej zamieszkałej w Wenecji. Ołtarz znajdował się w kościele San Bartolomeo w pobliżu Fondaco dei Tedeschi, społecznego i handlowego ośrodka kolonii niemieckiej; obraz znajdował się w Wenecji do 1606 roku. Następnie dzieło zostało wykupione, po wielu negocjacjach, za 900 dukatów przez cesarza Rudolfa II. Według Joachima von Sandrarta (1675), przeniesienie zapakowanego obrazu do praskiej rezydencji cesarza wymagało pomocy czterech osób. Podczas wojny trzydziestoletniej, w okresie okupacji wojsk szwedzkich w Pradze, obraz został skonfiskowany przez najeźdźców. Poważnie zniszczone dzieło odzyskano w 1635 roku. W 1662 roku dokonano pierwszej restauracji obrazu. W 1782 roku dzieło sprzedano na aukcji za jednego florena. Dzieło wielokrotnie zmieniało swoich właścicieli, potem w 1793 Wenzel Mayer opat praskiego klasztoru Norbertanów na Strahovie nabył obraz. Stan zakupionego dzieła był opłakany. Największe uszkodzenia objęły część środkową obrazu łącznie z postacią Madonny z Dzieciątkiem i św. Dominikiem. Szereg działań konserwatorskich, które w części były błędne nie przywróciło pierwotnego stanu dzieła. Ostatecznie w 1930 roku Święto Różańcowe zakupione zostało przez władze Czechosłowacji. Oprócz dzieła praskiego znane są cztery kopie Święta Różańcowego. Pierwsza z nich, uważana za najważniejszą, przypisywana jest Hansowi Rottenhamerowi i została wykonana w Wenecji, następnie nabyta przez Rudolfa II (obecnie w zbiorach prywatnych), druga znajduje się w Wiedniu, trzecia w Lyonie. Najmłodsza wersja pochodzi z XIX w. Namalował ją Johann Gruss, do dziś znajduje się w klasztorze na Strahovie.
Prace przygotowawcze do namalowania dzieła trwały bardzo długo: od 7 lutego do drugiej połowy kwietnia 1506 roku. Na to złożyły się liczne szkice i rysunki (21 dzieł) wykonane ołówkiem lub tuszem na papierze lazurowym, które były powszechnie używane przez artystów weneckich. Większości z nich użyto przy pracach związanych bezpośrednio z obrazem. W liście do Willibalda Pirckheimera datowanym na 25 września 1506 roku, Dürer poinformował adresata, iż ukończył malowanie Święta Różańcowego.
Okoliczności namalowania Święta Różańcowego nie są w pełni wyjaśnione przez badaczy. Wydaje się, iż konfraternia Różańca Świętego została oficjalnie przyjęta przez władze Wenecji w 1506 roku, kiedy to Albrecht Dürer wykonał obraz, co sugeruje, że zleceniodawcami byli członkowie bractwa różańcowego. W wątek religijny, który jest rdzeniem treści dzieła, zostały wpisane współczesne artyście osoby. Artysta zwrócił uwagę na twarze postaci. Dzięki typowi fizjonomicznemu i rysom da się zidentyfikować ówczesnego cesarza Maksymiliana I, a także architekta Hieronima z Augsburga znanego ze wzniesienia w Wenecji nowej siedziby Fondaco dei Tedeschi (1505–1508). Zgodnie ze zwyczajem Dürer utrwalił także swój autoportret.

## Opis i analiza
Obraz przedstawia tronującą Maryję z Dzieciątkiem Jezus w otoczeniu zastępów aniołów. Ozdobną kotarę podtrzymują dwa unoszące się anioły. Kolejne dwa w sposób ceremonialny nakładają na skronie Matki Bożej bogato zdobioną koronę. Spośród adorującej Marię i Jezusa rzeszy postaci wyróżniają się dwie symetrycznie ustawione w profilu klęczące postaci bezpośrednio obok Marii oraz duchowny po Jej prawicy. Są to papież Juliusz II, cesarz Maksymilian I Habsburg oraz święty Dominik. Obecność świętego łączy się z powszechnym od XV wieku podaniem o przekazaniu Różańca świętemu Dominikowi przez Matkę Bożą. Każda z postaci niezależnie jaką odgrywa rolę i reprezentuje stan społeczny oraz twarze aniołów są nacechowane indywidualnymi rysami. Anioły unoszące się nad postaciami trzymają lub nakładają na głowy wieńce róż. Pośrodku, poniżej tronu wyróżnia się grający na lutni cherubin.
Albrecht Dürer w Święcie Różańcowym zestawił naprzeciwko siebie dwie największe potęgi władzy świeckiej chrześcijańskiej Europy, cesarstwo i papiestwo. Juliuszowi II i Maksymilianowi I (którego wizerunek Dürer odtworzył z przekazów) towarzyszy społeczna elita, spośród których można rozpoznać m.in. Antonia Soriano – patriarchę weneckiego, Domenica Grimaniego – biskupa Akwilei; Leonharda Vilta – założyciela weneckiego Bractwa Różańcowego; Jakoba Fuggera; Hieronymusa z Augsburga, architekta, czy też Burkhardta ze Spiry i przyjaciela malarza Willibalda Pirckheimera.
Całe wydarzenie rozgrywa się na otwartej przestrzeni. Na pierwszym planie widoczna jest trawiasta ziemia, z której wyrasta pęd kwiatów, w prawym dolnym narożniku widać grzyb w swoim kształcie przypominający pieprznik jadalny. Głębię tworzy rozległy krajobraz, który tworzą liczne drzewa; spośród nich wyróżnia się kilka drzew ukazanych fragmentarycznie co pogłębia wieloplanowość przestrzeni. Hieratyczna, piramidalna kompozycja nie jest tu bynajmniej cechą typową dla malarstwa weneckiego, lecz została zaczerpnięta z malarstwa dolnoreńskiego i niderlandzkiego.

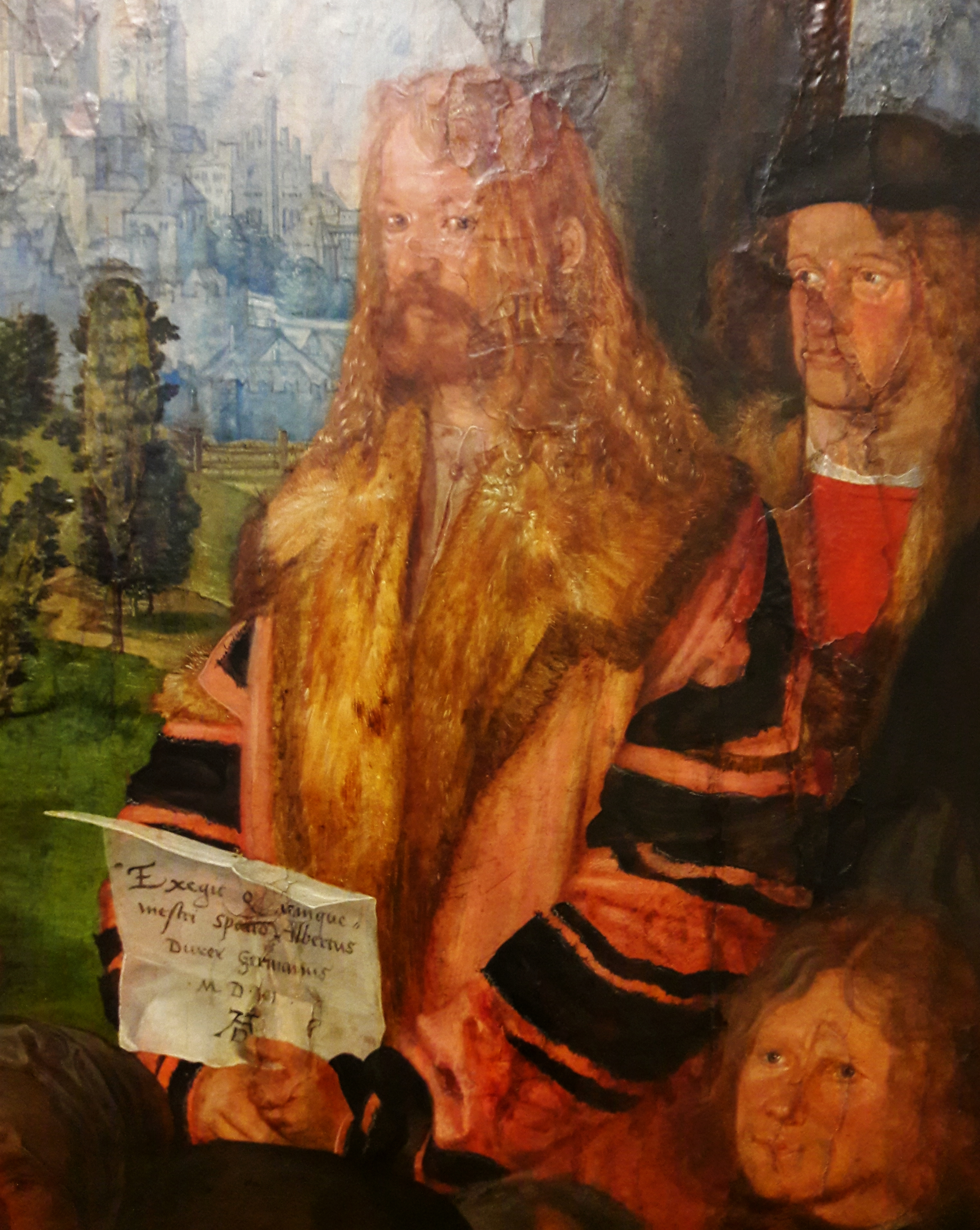
Fragment obrazu z autoportretem artysty

Tematem dzieła jest ceremonia nadania różanych wieńców ludowi przez Maryję. Różany wieniec tutaj nawiązuje do symboliki Różańca, którego tradycja sięga średniowiecza. Święto Różańcowe jest uważane za kluczowe dzieło Dürera wykonane podczas jego podróży do Wenecji powstałe pod silnym wpływem miejscowego malarstwa renesansowego. Szczególny wpływ na kształt dzieła miały dzieła Gianbelliniego. Dürer nie zerwał bynajmniej z tradycjami średniowiecznego i nowożytnego malarstwa na terenie krajów Rzeszy i Niderlandach, co poświadcza kompozycja typowa dla ikonografii Pokłonu Trzech Króli w tradycji późnego gotyku nadreńskiego i niderlandzkiego, temat ten szczególnie rozwinął się w Kolonii. Widoczny za autoportretem artysty zabudowany krajobraz ze ścieżką w górskiej dolinie jest motywem charakterystycznym dla preferowanego przez artystę krajobrazu niemieckiego który był tematem licznych szkiców i rysunków. Artysta został ukazany en trois quartes, jako długowłosy ciemny blondyn odziany w ozdobny płaszcz charakterystyczny dla ówczesnego zimowego odzienia. Artysta ostentacyjnie zwraca się wzrokiem w stronę widza, aczkolwiek trzyma w dłoniach lekko wygięty papier z tekstem opatrzonym własną charakterystyczną sygnaturą. Tekst brzmi następująco: EXEGIT QUINQUE MESTRI SPATIO ALBERTUS DURER GERMANUS MDVI. (Albrecht Dürer, Niemiec, wykonał to dzieło w okresie pięciu miesięcy roku 1506.)
Artyście towarzyszy Leonhard Vilt, Wenecjanin. Zestawiając obok siebie Włocha Dürer miał na celu podkreślić kontrast nie tylko między artystą a mieszkańcem Italii, lecz także różnice kultur krajów na północ i południe od Alp.
Kontynuacją Święta Różańcowego jest namalowany przez Dürera w tym samym roku obraz zatytułowany Madonna i Dzieciątko z czyżykiem. Artysta kontynuował tu tę samą manierę, podobnie opracował kompozycję i kolorystykę, odmienną treść i sposób zastosowania symboli.